# Peperomia schomburgkii
Peperomia schomburgkii är en pepparväxtart som beskrevs av C. Dc.. Peperomia schomburgkii ingår i släktet peperomior, och familjen pepparväxter. Inga underarter finns listade i Catalogue of Life.